# Miltochrista aberrans
Miltochrista aberrans là một loài bướm đêm thuộc phân họ Arctiinae, họ Erebidae.